# Школа (пам'ятка природи)
Уро́чище «Шко́ла» — зоологічна пам'ятка природи загальнодержавного значення в Україні. Розташована в Черкаському районі Черкаської області, неподалік від села Полствин. 
Площа 5 га. Створена розпорядженням Ради Міністрів Української РСР від 14.10.1975 року № 780-р. Перебуває у віданні КСП «Росава». 
Створена з метою охорони ділянки заплави і річища Росави, в місці поселення чорних бобрів (один з підвидів бобра), а також для підтримки загального екологічного балансу в регіоні. Місцева популяція бобрів сформувалася тут після переселення з дніпровських островів. Міграція була спричинена затопленням акваторією Канівського водосховища первинних місць оселення цього виду на заплаві Дніпра. Станом на 2012 рік бобри тут трапляються нерегулярно. Основною причиною переселення бобрів до села Мартинівки (за 300 м) є значне обміління каналу та недостатня кормова база поблизу нього. 
Про значимість території зоологічної пам'ятки природи для охорони та збереження природного комплексу Середнього Придніпров'я можна тепер говорити лише у зв'язку із наявністю на цій території деяких важливих для підтримання біогеоценотичного різноманіття регіону типів біотопів, що належить охороняти згідно з Додатком І Резолюції 4 Бернської конвенції.